# Séance de nuit
Séance de nuit est une comédie en un acte de Georges Feydeau, représentée pour la première fois à Paris, sur le Théâtre du Palais-Royal, le 29 mars 1897.

## Contexte de création
De 1892 à 1896, Feydeau connaît une période faste.  Plusieurs de ses pièces, comme Monsieur Chasse ! en 1892, Un fil à la patte en 1894, ou Le Dindon en 1896, connaissent un grand succès.  Pendant l'année 1897, Feydeau ne présente pas de vaudeville en trois actes, mais va plutôt livrer deux courtes pièces, celle-ci et Dormez, je le veux !.
Séance de nuit est présenté au Palais-Royal avec deux autres comédies : Pourquoi d'André Lénéka et Les Fêtards d'Antony Mars et Maurice Hennequin, ce dernier étant par ailleurs un collaborateur occasionnel de Feydeau.  Le spectacle connaît quarante-quatre représentations.  